# Schroederichthys tenuis
Schroederichthys tenuis är en hajart som beskrevs av Springer 1966. Schroederichthys tenuis ingår i släktet Schroederichthys och familjen rödhajar. Inga underarter finns listade i Catalogue of Life.
Artepitetet i det vetenskapliga namnet är det latinska ordet tenius (smal) och syftar på kroppens form.
Arten förekommer i havet vid nordöstra Brasilien och regionen Guyana. Den vistas i regioner som ligger 70 till 450 meter under havsytan. Exemplaren blir upp till 47 cm långa. Honor blir könsmogna vid en längd av 37 till 45 cm och hannar vid 40 till 47 cm. Honor lägger ägg.
Några exemplar hamnar som bifångst i fiskenät. Hela populationen minskar men den anses fortfarande vara stor. IUCN listar arten som livskraftig (LC).